# محمد ماهر مجتهد
محمد ماهر، هو عميد المعهد العالي لإدارة الأعمال ومؤسسات له 2001 - 2004.
- أمين عام مجلس الوزراء في الجمهورية العربية السورية سابقا 2004 - 2011
- مستقل ولا ينتمي إلى الحزب الحاكم.
- رئيس الجامعة السورية الخاصة منذ 2011
- المؤهلات العلمية:دكتوراة في إدارة الأعمال من جامعة كان الفرنسية عام 1989